# I Love You More (Mario Biondi)
I Love You More è il primo album dal vivo del cantautore italiano Mario Biondi, pubblicato il 30 novembre 2007 e registrato al Teatro Smeraldo di Milano durante i due concerti che hanno concluso il Tour estivo dello stesso anno.
Il disco ha visto la collaborazione del gruppo High Five Quintet e di un'orchestra di 25 elementi diretta dal maestro Beppe Vessicchio, che ha curato anche l'arrangiamento di alcuni brani.

## Tracce

### Disco 1
1. Rio de Janeiro Blues – 5:10
2. Close to You – 5:04
3. A Child Runs Free – 5:03
4. I'm Her Daddy – 5:52
5. No Mercy for Me – 4:30
6. Slow Hot Wind – 4:21
7. A Handful of Soul – 5:12
8. Gig – 3:52
9. Never Die – 6:06
10. On a Clear Day (You Can See Forever) – 3:58
11. FFF (Five for Fun) – 7:32

### Disco 2
1. I Love You More – 5:15
2. I Can't Keep from Cryin' Sometimes – 4:46
3. Just the Way You Are – 6:19
4. No Trouble on the Mountain – 4:14
5. Moonlight in July – 4:33
6. Rebirth – 4:58
7. Hello Like Before – 14:20 – In realtà "Hello Like Before" dura 7:30. Seguono 35 secondi di silenzio (7:30 - 8:05) fino a quando come traccia fantasma si può ascoltare la canzone "This is what you are (live version)" (8:05 - 14:20).

## Formazione
- Mario Biondi – voce
- Pietro Ciancaglini – basso
- Lorenzo Tucci – batteria
- Luca Florian – percussioni
- Luca Mannutza – pianoforte
- Pierpaolo Bisogno – percussioni, vibrafono
- Desirèe Dell'Amore – arpa
- Manuela Biagi – violino
- Gennario Desiderio – violino
- Andrea Paoletti – violino
- Andrea Miceli – violino
- Franco Galletti – violino
- Boris Panchenko – violino
- Alina Scoticalio – violino
- Chiara Tofani – violino
- Argira Morabito – violino
- Salvatore Terranova – violino
- Elena De Felice – violino
- Vincenzo Ciccarelli – violino
- Simon Darli – viola
- Valeria Squillante – viola
- Massimo Paciariello – viola
- Pietro Massa – viola
- Gennaro Della Monica – violoncello
- Roberto Boarini – violoncello
- Andrea Agostinelli – violoncello
- Fabrizio Bosso – tromba, flicorno
- Giuseppe Di Benedetto – trombone
- Alessandro Fariselli – sax alto
- Daniele Scannapieco – flauto, sassofono tenore

## Andamento nella classifica italiana degli album
| Posizione | 13     | 12     | 11     | 12     | 9      | 9      | 9      | 9      | 9      | 10     | 12     | 12     | 12     | 21     | 31     | 26     | 29     | 19     | 13     | 17     | 19     | 20     |
| Fonti     | [ 2 ]  | [ 3 ]  | [ 4 ]  | [ 5 ]  | [ 6 ]  | [ 7 ]  | [ 8 ]  | [ 9 ]  | [ 10 ] | [ 11 ] | [ 12 ] | [ 13 ] | [ 14 ] | [ 15 ] | [ 16 ] | [ 17 ] | [ 18 ] | [ 19 ] | [ 20 ] | [ 21 ] | [ 22 ] | [ 23 ] |
| Settimana | 23     | 24     | 25     | 26     | 27     | 28     | 29     | 30     | 31     | 32     | 33     | 34     | 35     | 36     | 37     | 38     | 39     | 40     | 41     | 42     | 43     |        |
| Posizione | 51     | 29     | 53     | 53     | 67     | 77     | 92     | 81     | 58     | 81     | 57     | 57     | 61     | 69     | 65     | 35     | 61     | 62     | 71     | 81     | 82     |        |
| Fonti     | [ 24 ] | [ 25 ] | [ 26 ] | [ 27 ] | [ 28 ] | [ 29 ] | [ 30 ] | [ 31 ] | [ 32 ] | [ 33 ] | [ 34 ] | [ 35 ] | [ 36 ] | [ 37 ] | [ 38 ] | [ 39 ] | [ 40 ] | [ 41 ] | [ 42 ] | [ 43 ] | [ 44 ] |        |